# Bresilja
Bresilja (Caesalpinia echinata) art inom Bresiljesläktet i familjen ärtväxter och förekommer naturligt i Brasilien. Synonyma svenska namn är röd bresilja, bresilja, drottningträ, fernambok, fernambuk, färnbock, pernambuco och limaträ. Ur träet kan utvinnas färgämnet  brasilin, som vid oxidation ger röd eller brun färg och används för färgning av bland annat textilier. Från 1500-talet och framåt importerades stora mängder av bresiljeträ till Europa, och den handeln var så viktig att arten bresilja fick ge namn åt landet Brasilien.

## Användning
Bresiljeträets viktigaste användningsområde har varit textilfärgning men det ha också använts för tillverkning av pigment (färglack) för målarfärg, marknadsfört under många namn bland annat berlinerrött. Pigmentets färg varierade mellan brunrött och mörkt blårött. Liksom de flesta andra naturliga färglacker har bresiljepigment dålig hållbarhet och används inte längre inom måleriet.
På 1700-talet fanns i Stockholm rasphus där arbetslösa män sattes att finfördela veden för textilfärgning  och år 1874 fanns i Sverige fem bresiljekvarnar för finfördelning av veden.
Av bresilja tillverkas också stråkar, och Brasilien där den hotade fernambuken växer, har (2025) begärt att det rödlistade trädslaget ska få högsta skydd enligt CITES. 

## Utbredning

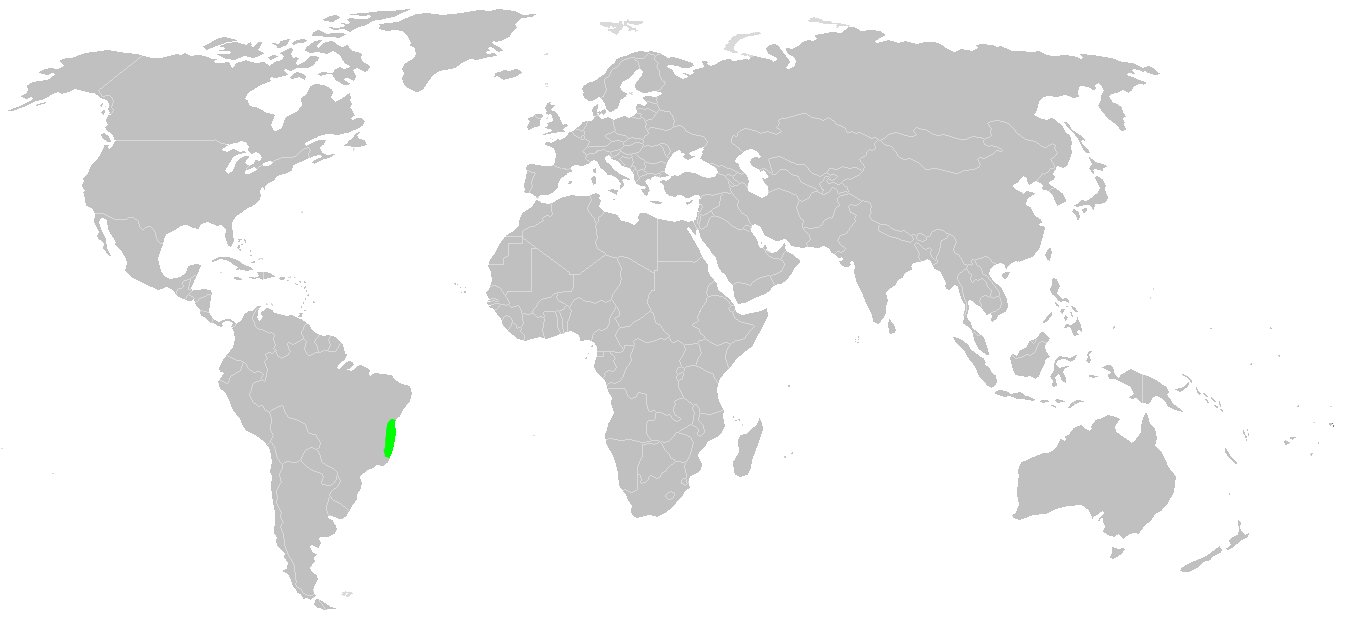